# Born to Make You Happy
A Born to Make You Happy (magyarul: Azért születtem, hogy boldoggá tegyelek) dal Britney Spears amerikai énekesnő első, …Baby One More Time című albumáról. 1999. december 6-án jelent meg Európában a Jive Records gondozásában az album negyedik kislemezeként. Mivel eredetileg egy szexuális szám volt, Spears megkérte a dal szerzőit (Andreas Carlssont és Kristian Lundint), hogy írják újra a szerzeményt. 1998 márciusában vette fel először a számot, majd ugyanebben az évben még egyszer rögzítésre került. A dal arról szól, hogy egy nő meg akarja javítani elromlott kapcsolatát a barátjával és rájön, hogy azért született, hogy boldoggá tegye (a kedvesét). A felvétel tinipop és dance-pop elemekre épül.
A Born to Make You Happy vegyes értékeléseket kapott a kritikusoktól, szerintük ez egy remek klasszikus, viszont teljesen jelentéktelen dal. Ennek ellenére világszerte sikeres volt: első helyezett lett Írországban, top 5-ös pedig Belgiumban, Európában, Finnországban, Németországban, Hollandiában, Norvégiában, Svédországban és Svájcban lett. Az Egyesült Királyságban 1. helyet ért el és Spears 8. legsikeresebb száma lett ott. A számhoz tartozó videóklipet Bille Woodruff rendezte. A videóban Spears a szeretőjéről álmodik, miközben énekel és táncol. Spears a dalt négy koncertkörútján és egy Disney koncerten adta elő.

## Háttér
Mielőtt elkezdett dolgozni albumán, Britney Sheryl Crow-féle zenét akart felvenni. Kiadója viszont olyan producereket választott, akik sokkal inkább előnyben részesítették az olyan dalokat, melyekkel a tizenévesek körében válhat népszerűvé az énekesnő. Stockholmba repült, ahol az album felét rögzítették 1998 márciusában és áprilisában olyan producerekkel, mint Max Martin, Denniz Pop és Rami Yacoub. A Born to Make You Happy-t Kristian Lundin szerezte, producere is ő volt, emellett Andreas Carlsson is dolgozott a számon. A 2 ember most dolgozott először együtt egy dalon. Spears eredetileg 1998 márciusában vette fel a dalt New Yorkban, viszont áprilisban a Cheiron Studios-ban újra rögzítették a számot. Az eredeti felvétel "Bonus Remix"-nek számít, míg a későbbi felvétel került fel az albumra. Itt Max Martin mixelt, Esbjörn Öhrwall játszott a gitáron, a billentyűk és a programozás pedig Lundin munkája volt. A háttérvokált Carlsson és Nana Hedin biztosította. A Born to Make You Happy a …Baby One More Time negyedik kislemezeként jelent meg 1999. december 6-án. Csak Európában jelent meg, az énekesnő válogatásalbumain is kizárólag csak az európai változatokon kapott helyet.

## Kompozíció
A Born to Make You Happy egy tinipop, dance-pop stílusú felvétel, ami 4 perc és 3 másodperc hosszú. D-dúrban íródott és 88 percenkénti leütésszámmal rendelkezik. Spears hangterjedelme F#3-tól B4-ig terjed. Arról szól, hogy egy nő arra vágyik, hogy rendbe hozza kapcsolatát barátjával és eközben megtudja, hogy nem tud szerelem nélkül élni:"I don't know how to live without your love/I was born to make you happy" (magyarul: 'Nem tudom, hogy hogyan lehet a szereteted nélkül élni/Arra születtem, hogy boldoggá tegyelek."). A BM-G-A-D akkordmenetet követi.
David Gauntlett megjegyezte, hogy a számból a rajongók biztos azt veszik le, hogy Spears jelenleg erősnek és magabiztosnak találja magát. Az énekesnő egy Rolling Stone-nak adott interjú során elmondta, hogy újra kellett írni: „Megkértem az írókat, hogy változtassák meg a szövegét a dalnak. Eredetileg, amikor én megkaptam, egy szexuális szám volt. Én még fiatalnak érzem magam ilyen dalok feléneklésére. Plusz nem is lenne bölcs dolog ez tőlem, mert így elveszteném sok száz rajongómat. Egyszerűen nem akarok egy Prima Donna lenni.”

## Fogadtatása

### Kritikai fogadtatás
A Born to Make You Happy vegyes kritikákat kapott a kritikusoktól. Kyle Anderson az MTV-től a dalban megszólaló kórust kedvtelenítőnek nevezte. Mike Ross Edmond Sun-tól a dal szövegét édes semmiségnek nevezte és megjegyezte, hogy nincs semmi értelme. Andy Petch-Jex a dalt "korai klasszikus"-nak nevezte.

### Kereskedelmi fogadtatás
2000. január 29-én a Born to Make You Happy a brit kislemezlista első helyén debütált, ezzel a második olyan száma lett, ami elérte az 1. helyezést ott. 200 000 eladott példány után ezüst minősítést kapott a British Phonographic Industry (BPI) szervezettől. Mára már a The Official Charts Company szerint 335 000 fizikai példányban kelt el és ezzel a nyolcadik legsikeresebb kislemeze lett a szigetországban. Írországban az 1. helyen debütált 2000. január 20-án. Az Európai Hot 100 kislemezlistán pedig második lett. Svédországban negyedik helyezéssel került fel a helyi slágerlistára 1999. december 23-án, majd második lett az azt követő héten. 30 000 eladott példány után az International Federation of the Phonographic Industry (IFPI) szervezet platina minősítést adott a dalnak. Németországban arany minősítést ítélt a The Federal Association of Music Industry (BMVI) szervezet a kislemeznek, miután harmadik helyezésig jutott a német listán. Franciaországban kilencedik helyig jutott, és a Syndicat National de l'Édition Phonographique (SNEP) szervezet ezüst minősítést adott a számnak 125 000 eladott fizikai példány után.
Bár a Jive Records nem jelenítette meg Amerikában, 36 000 digitális példányban kelt el a Nielsen SoundScan adatai szerint az Egyesült Államokban.

## Videóklip

Spears a klip közben ül és énekel a futurisztikus szobában

A Jive Records Bille Woodruffot bízta meg a dal klipjének rendezésével, akire később rábízták az énekesnő Overprotected és Do Somethin’ című számainak videóját is. A videóhoz tartozó koreográfiát pedig Wade Robson készítette. Kezdetén Spears egy szobában alvás közben egy álomba csöppen. Az álomban először egy futurisztikus szobában táncol és énekel egy furcsa, ezüstös ruhában. Az MTV Híradó riportere, Ellen Thompson úgy vélte, hogy ez a rész a klip legszexisebb része. Miután elkezdődik refrén, Spears egy bérház tetején emberekkel körülvéve táncol piros felsőben és egy fekete szoknyában. A következő jelenetben az énekesnő egy fehér ruhában énekel ott, ahol a videó elején elaludt, majd megjelenik a szeretője. Elkezdenek párna csatázni. A videó végén újra az alvó Britneyt látjuk, mosollyal az arcán.

## Élő előadások
Az énekesnő négy koncertkörútján adta elő. Élete első turnéján, a …Baby One More Time Tour-on egy lépcsőn ülve énekelte el, míg a Crazy 2k Tour-on tartalmazott egy teljes koreográfiát az előadás. Az Oops!… I Did It Again World Tour-on pizsamában és papucsban adta elő, a dal végére pedig volt egy kis koreográfia. Utoljára a Dream Within a Dream Tour-on lépett fel vele. Az Overprotected előadása után a színpadon megjelent egy hatalmas zenedoboz, amiből kiemelkedett Spears balerinaruhában és előadta egyveleg részeként a Lucky és a Sometimes mellett. Az 1999-es Disney Channel in Concert-en is előadta From the Bottom of My Broken Heart című számával együtt. Az előadások Time Out with Britney Spears című kiadványába kerültek.

## Számlista és formátumok
| - Brit CD kislemez 1. Born to Make You Happy (Radio Edit) – 3:35 2. Born to Make You Happy (Bonus Remix) – 3:40 3. (You Drive Me) Crazy (Jazzy Jim's Hip-Hop Mix) – 3:40 - Brit kazetta 1. Born to Make You Happy (Radio Edit) – 3:35 2. (You Drive Me) Crazy (Jazzy Jim's Hip-Hop Mix) – 3:40 3. …Baby One More Time (Answering Machine Message) – 0:21 | - Európai CD kislemez 1. Born to Make You Happy (Radio Edit) – 3:35 2. Born to Make You Happy (Bonus Remix) – 3:40 3. (You Drive Me) Crazy (Jazzy Jim's Hip-Hop Mix) – 3:40 4. …Baby One More Time (Answering Machine Message) – 0:21 - The Singles Collection kislemez 1. Born to Make You Happy (Radio Edit) – 3:35 2. Born to Make You Happy (Bonus Remix) – 3:40 |

## Slágerlistás helyezések és minősítések
| Kislemezlista (1999/2000)          | Legjobb helyezés |
| ---------------------------------- | ---------------- |
| Belga kislemezlista (Flandria)     | 5                |
| Belga kislemezlista (Vallónia)     | 4                |
| Brit kislemezlista                 | 1                |
| Európai Hot 100 kislemezlista      | 2                |
| Finn kislemezlista                 | 5                |
| Francia kislemezlista              | 9                |
| Holland Top 40 kislemezlista       | 4                |
| Holland Mega Top 100 kislemezlista | 6                |
| Ír kislemezlista                   | 1                |
| Német kislemezlista                | 3                |
| Norvég kislemezlista               | 3                |
| Olasz kislemezlista                | 9                |
| Osztrák kislemezlista              | 8                |
| Spanyol kislemezlista              | 16               |
| Svájci kislemezlista               | 3                |
| Svéd kislemezlista                 | 2                |

| Kislemezlista (1999)           | Pozíció |
| ------------------------------ | ------- |
| Német kislemezlista            | 89      |
| Svéd kislemezlista             | 78      |
| Kislemezlista (2000)           | Pozíció |
| Belga kislemezlista (Flandria) | 46      |
| Belga kislemezlista (Vallónia) | 70      |
| Brit kislemezlista             | 32      |
| Francia kislemezlista          | 59      |
| Német kislemezlista            | 45      |
| Svájci kislemezlista           | 23      |
| Svéd kislemezlista             | 38      |

| Ország             | Minősítés    | Értékesítés |
| ------------------ | ------------ | ----------- |
| Egyesült Királyság | Ezüstlemez   | 335 000+    |
| Franciaország      | Ezüstlemez   | 125 000+    |
| Németország        | Aranylemez   | 250 000+    |
| Svédország         | Platinalemez | 30 000+     |

### Első helyezések
| Előző Westlife - I Have a Dream/Seasons in the Sun            | Ír kislemezlista első helyezettje 2000. Január 22. – Február 5.         | Következő Delerium - Silence |
| Előző Manic Street Preachers - The Masses Against the Classes | Brit kislemezlista első helyezettje 1999. Január 29. – 1999. Február 5. | Következő Gabrielle - Rise   |

## Közreműködők
- Britney Spears – vokál
- Kristian Lundin – dalszerzés, komponálás, billentyűk, programozás
- Andreas Carlsson – dalszerzés, háttérvokál
- Nana Hedin – háttérvokál
- Esbjörn Öhrwall –gitár
- Max Martin – keverés
- Michael Tucker – mérnök
- Reza Safina – mérnök
- Tom Coyne – maszterizálás

Forrás:

## Fordítás
- Ez a szócikk részben vagy egészben  a   Born to Make You Happy című angol Wikipédia-szócikk fordításán alapul.  Az eredeti cikk szerkesztőit annak laptörténete sorolja fel. Ez a jelzés csupán a megfogalmazás eredetét és a szerzői jogokat jelzi, nem szolgál a cikkben szereplő információk forrásmegjelöléseként.

## Külső hivatkozások
- Videóklip a Vevo-n. YouTube – VEVO
- Born to Make You Happy dalszövege